# فيار دو أونكور

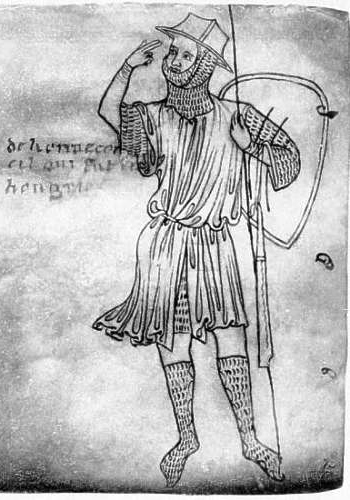
كراسة رسومات ڤيلارد دو أونيكور (حوالي 1230)

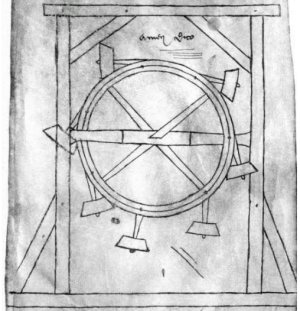
تصميم ڤيلارد دو أونيكور لحركة دائمة بلا توقف (حوالي 1230)

ڤيار دو أونكور (بالفرنسية: Villard de Honnecourt)‏ كان فنانًا من القرن الثالث عشر من بيكاردي في شمال فرنسا. وهو معروف تاريخيا فقط من خلال «كراسة الرسم» التي تحتوي على حوالي 250 رسم وتصميم لموضوعات متنوعة.

## حياته
المعروف حاليا عن ڤيلارد مستمد من «كراسة الرسم» التي وصلتنا. واستنادًا للعدد الكبير من التصميمات المعمارية، في السابق ساد الظن أن ڤيلارد كان مهندسًا ومعمارياً ناجحًا في أماكن كثيرة. ولكن حاليا يعتبر هذا الظن غير مقبول على نطاق واسع، حيث لا يوجد دليل على أنه عمل كمعماري أو في أي مهنة أخرى، كما أن الرسومات تحوي العديد من الأخطاء والمشاكل والتي من الصعب أن تجدها لدى معماري ممارس للمهنة. ربما تلقى تدريباً للتعامل مع المعادن. ومع ذلك، فإن رسوماته توضح بشكل كبير أنه كان مهتمًا بالهندسة المعمارية وأنه سافر إلى بعض مواقع البناء الكنسية الرئيسية في عصره لتسجيل تفاصيل هذه المباني. ما رسمه لأحد أبراج الواجهة الغربية لكاتدرائية لاون، وللمصليات الدوارة (بالإنجليزية: radiating chapels)‏، ومدخل الأوعية الرئيسي (بالإنجليزية: main vessel bay)‏، والشكل الداخلي والخارجي لكاتدرائية ريمس، اكتسب أهمية خاصة.
يخبرنا ڤيلارد بفخر أنه سافر للعديد من الأماكن وأنه قام برحلة إلى المجر حيث بقي عدة أيام، لكنه لا يذكر سبب الرحلة أو من أرسله.اقترح حديثا أنه ربما كان وكيلًا أو ممثلًا لفرع من كاتدرائية كامبراي للحصول على أثر مقدس من سانت إليزابيث من المجر التي تبرعت لفرع الكاتدرائية والتي خصص لها الفرع أحد المصليات الدوارة في حنية الكنيسة الجديدة. وادعى أيضًا أنه استلهم العديد من رسوماته «من الحياة»، وهو ما عرف عن فنانين عصر النهضة فيما بعد.

## كراسة الرسم
يعود تاريخ ما يسمى بـ «كراسة رسم» ڤيلارد دو أونيكور (بشكل أكثر دقة، ألبوم أو محفظة أعمال) إلى حوالي 1225-1235. اكتشفت الكراسة في منتصف القرن التاسع عشر، وحاليًا موجودة في مكتبة فرنسا الوطنية (BnF)، باريس، تحت علامة الرف "MS Fr 19093". وتتكون من 33 ورقة رق بمتوسط 235 × 155 مم أو 9.25 × 6.1 بوصة. المخطوطة ليست كاملة، ومن الصعب تحديد طولها الأصلي، نظرًا لأن الرسومات والتسميات التوضيحية موجودة في أكثر من اتجاه، ويبدو أن الألبوم قد تم تجميعه كيفما اتفق، كما لو أن أوراقه لم تكن في الأصل مخصصة للتجميع في كتاب. من غير الواضح ما إذا كان ڤيلارد نفسه أو شخص آخر لاحقاً جمع الأوراق في كتاب.
يحتوي الألبوم على حوالي 250 رسمة، تشمل التصميمات المعمارية (الخطط والارتفاعات والتفاصيل، غالبًا لمبان مشهورة)، ومجموعة كبيرة ومتنوعة من الموضوعات البشرية والحيوانية، ومجموعات من الشخصيات الدينية والعلمانية ربما تكون مشتقة من مجموعة تماثيل أو للعمل كتماثيل، وأشياء كنسية، وأجهزة ميكانيكية (مثل آلة الحركة الدائمة)، والمنشآت الهندسية مثل أجهزة الرفع والمنشار المدفوع بالماء، وعدد من الآلات، وتصميمات لمحركات الحرب مثل المقذاف، والعديد من الموضوعات الأخرى. تصاحب العديد من الرسومات شروح وتسميات.
الغرض الأصلي من الألبوم لا يزال موضع للجدل. كان يعتقد في الأصل أنه اُستعمل ككتيب تدريب للمعماريين. حاليا يرفض معظم الباحثين الحاليين هذا الزعم، لأن رسومات ڤيلارد تبدو غير ملائمة لهذا الغرض، على الرغم من أنه قيل أن الرسومات كانت مبسطة ومجردة عمداً لتكون بمثابة مذكرة مساعدة للمهندسين المعماريين لمساعدتهم في إجراءات الالتحاق الشفوية بالمهنة. ومع ذلك يعتقد معظم العلماء اليوم أنه ربما يكون بمثابة كتاب تصميمات، يحتوي على تصميمات لتزيين مخطوطة أو مشغولات معدنية.

### نُسخ كراسة الرسم
ظهرت عدة نسخ طبق الأصل من كراسة الرسم.
- (1859) Parker, J.H. and J. Facsimile of the Sketch-book of Wilars de Honnecourt, an Architect of the Thirteenth Century. London, 1859. - See(Lassus, Quicherat & Willis 1859).
- (1959) Bowie, Theodore. The Sketchbook of Villard de Honnecourt. Bloomington, IN: Indiana University Press, 1959.
- (1972) Hahnloser, Hans R. Villard de Honnecourt. Kritische Gesamtausgabe des Bauhüttenbuches ms. fr. 19093 der Pariser Nationalbibliothek (2nd rev. ed.). Graz, 1972.
- (1986). Erlande-Brandenburg, Alain, et al. Carnet de Villard de Honnecourt. Paris, 1986.
- (2006) The Medieval Sketchbook of Villard de Honnecourt. Mineola, NY: Dover Publications, 2006. (This publication contains the plates from Parker's 1859 edition accompanied by the introduction and captions from Bowie's 1959 edition.)
- (2009) Barnes, Carl F., Jr. The portfolio of Villard de Honnecourt (Paris, Bibliothèque nationale de France, MS Fr 19093): a new critical edition and color facsimile. Farnham; Burlington: Ashgate, 2009.
- نسخة رقمية كاملة من مكتبة باريس الوطنية على الإنترنت، جاليكا.